# Ulla Fogelklou-Skogh
Ulla Fogelklou-Skogh, född 22 mars 1913 i Helsingborg,  död 5 september 1986, var en svensk tecknare, konsthantverkare, skulptör och formgivare.

## Biografi
Ulla Fogelklou växte upp i Helsingborg och var dotter till brandchefen Holger Fogelklou och Elsa Olsson och gift med inredningsarkitekten Svante Skogh samt syster till Carl Magnus Fogelklou. Hon utbildade sig till silversmed på Högre konstindustriella skolan där hon utexaminerades 1935. Därefter följde studieresor till Danmark, Tyskland, och Italien innan hon arbetade som silvertecknare på ateljé Borgilia i Stockholm 1935–1936. Hon skapade 1948 mönstret till de sandblästrade glasfönstren i turistklassbaren och en trapphallsspegel med Bellmanmotiv för Svenska Amerika Liniens M/S Stockholm. Fogelklou-Skogh var verksam vid bland annat Nybrofabriken, Glössner & Co och Ystad-Metall. För Ystad-Metall formgav hon ett solur som ställdes ut på världsutställningen i Paris 1937. Hon medverkade i Helsingborgs konstförenings vårsalong och utställningen Hur smycka vår stad i Helsingborg, Svenska slöjdföreningens utställning Nyttokonstnärerna på Nationalmuseum och tillsammans med Alexander Déri-Döry ställde hon ut i Värnamo. Som silversmed komponerade hon altarljusstakar till Halmstad kyrka och brudkronor till Hedvig Eleonora kyrka i Stockholm. 
Ulla Fogelklou-Skogh är begravd på Pålsjö kyrkogård i Helsingborg.